# Antonio del Corro
Antonio del Corro (Sevilla, 1527-Londres, 1591), escritor y humanista protestante español. Monje jerónimo en el monasterio de San Isidoro del Campo, en el que se formó un núcleo de teólogos protestantes, logró huir de la persecución inquisitorial para refugiarse en Ginebra primero y en Inglaterra más adelante.

## Biografía
Hijo de un doctor en Derecho y pariente cercano de un inquisidor homónimo, Antonio del Corro, que procesó al doctor Egidio, ingresó como monje jerónimo en el monasterio de San Isidoro del Campo (de Santiponce, Sevilla), donde había un núcleo de teólogos protestantes. Los inquisidores descubrieron el poderoso foco de luteranismo que allí había, del que formaban parte, entre otros, Juan Ponce de León, hijo del conde de Bailén; Cristóbal de Losada, uno de los más célebres médicos de su tiempo, el cual quedó como pastor de la grey a la muerte de Egidio; Fernando de San Juan, rector del Colegio de la Doctrina; el famoso predicador Juan González y, entre los monjes de San Isidoro, Cipriano de Valera, García Arias, llamado el Maestro Blanco; Arellano y el historiador conocido por el pseudónimo de Reinaldo González de Montes. Pertenecían a la congregación damas tan insignes como María Bohórquez, docta en humanidades, y hasta algunas monjas. Descubierto por la Inquisición el lugar de las reuniones, que era la casa de Isabel de Baena, no fue difícil dar con los demás asociados, elevándose a unas 800 personas el número de los procesados. Los monjes de San Isidoro trataron de huir, mas no todos consiguieron salvarse, y uno de ellos, fray Juan de León, cayó preso en un puerto de Zelanda.
Antonio del Corro sí logró huir en 1558 con sus compañeros, los futuros primeros traductores de la Biblia al castellano, Casiodoro de Reina y Cipriano de Valera. Se refugiaron en Ginebra. Le quemaron en efigie en 1562 y tuvo el honor de ser incluido en el Index librorum prohibitorum de 1570 como autor de primera clase. Convertido al calvinismo, de Ginebra pasó a Lausana, donde estudió en su famosa Academia con profesores como Teodoro de Beza). En 1559, se trasladó a Nérac, corte calvinista de los Albret de Bearne, con Juana III de Albret (1528- 1574), reina de Navarra entre 1555 y 1572. En esta ciudad redactó unas Reglas gramaticales para aprender la lengua española y francesa (Oxford: Joseph Barnes, 1586). Publicadas sin mención del autor, contienen una dedicatoria firmada por «A. D. C.» esto es, Antonio del Corro. En Albret dio clases de español al futuro Enrique IV de Francia, predicó y enseñó. El cotejo de esta obra con The Spanish Grammer permite concluir que la obra inglesa es traducción de las Reglas con muy pocas variantes, las imprescindibles. De allí pasó a ejercer su ministerio en Teobon, desde donde escribía a Casiodoro de Reina en 1563 consultándole dudas teológicas que mostraban su propensión al racionalismo místico; esa carta fue interceptada, impresa, traducida y divulgada por Jean Cousin, lo que habría de costarle no pocos problemas, como se verá más adelante. De allí pasó a ser pastor en Bergerac, donde recibió la visita de su antiguo condiscípulo Casiodoro de Reina. 
Después fue nombrado capellán de la duquesa de Ferrara, Renée o Renata, hija del rey francés Luis XII, en su palacio de Montarguis; allí se llevó también a Reina y a Juan Pérez de Pineda. Después marchó a Amberes, donde predicó a una congregación francesa y publicó en francés en 1567 una carta al Rey de España (Lettre envoiée à la Maiesté du Roy des Espaignes) en la que propone la libertad religiosa como única solución para apaciguar las turbulencias en que ardían los Países Bajos y se lamenta de la división de la iglesia en Amberes. Si bien trató de mediar: como había expuesto su criterio favorable al calvinismo en la cuestión de la Cena, se vio envuelto en aquella profunda división que odiaba. Cousin escribió al Consistorio de Amberes acusando de hereje a Corro e imprimió la interceptada epístola a Casiodoro en latín, francés e inglés. 
Por eso, cuando en 1569 pasó Corro a Londres, halló tal prevención contra él que se vio precisado a reclamar la protección del obispo Sandry, quien, si bien le dio un certificado de pureza de doctrina y obligó a Cousin a restituirle las cartas, al cabo se dejó influir por éste, que imprimió algunos textos falsamente atribuidos a Corro para acreditar su postura, y le fue retirada la licencia de predicar y se le vejó para obtener una retractación, a lo que se negó continuamente. Corro protestó, dio a luz varios folletos y llegó a decir que en la Iglesia reformada existía más tiranía que en la Inquisición española. Al cabo de los dos años que duró aproximadamente la polémica, el nuevo obispo de Londres designó árbitros que oyesen a ambas partes y absolvió a Corro. Marchó entonces a Alemania, publicó las Actas del Consistorio y volvió a Inglaterra.
El primer contacto con Inglaterra había sido en 1567; ya ese sería su hogar hasta su muerte. Nada más llegar, entró en contacto con Thorie. Fruto de esta relación, se publica en 1590 una versión para ingleses de la gramática española para franceses que ya había publicado en Francia, a modo de preámbulo al que podemos considerar el primer diccionario anglo-español, The Spanish Grammer... With a Dictionarie (Londres: John Wolfe, 1590). Predicó de nuevo y sacó a luz unas lecciones dialogadas entre San Pablo y un romano sobre la doctrina de la justificación. El éxito de este trabajo le valió una cátedra en Oxford (1573). Imprimió también en el mismo año una traducción latina del Eclesiastés con paráfrasis y notas, obra muy notable por pensamiento y estilo latino. Evangelizó a los españoles allí donde estuvo y enseñó en Inns Court. Tras la mencionada polémica con Cousin y ser absuelto por el nuevo obispo, publicó Acta consistorii Ecclesiae Londino-Gallicae, cum responso Antonii Corrani (1571). 
En Inglaterra formó una familia de la que poco se sabe y escribió libros y numerosas cartas a los grandes de su tiempo. En 1581 obtuvo una prebenda de la Iglesia de Inglaterra, donde terminó tras su paso por el calvinismo. Por una carta fechada en 1583 se sabe que entonces continuaba en Oxford. Al final de sus días, trabajó en nuevas ediciones de sus obras; en 1591 editó una revisión del Diálogo de las cosas ocurridas en Roma de Alfonso de Valdés. 
Corro falleció en Londres en 1591 y fue sepultado en la iglesia de Saint Andrew by the Wardrobe.

## Obra
Sus dos primeras obras se publicaron en Amberes: Epistre et amiable remostrance d’un Ministre de l’Euangile de Nostre Redempteur Iesus Christ (1567) y Lettre envoyée a la maiesté du roy des Espaignes (1567). En esta última aboga por la libertad religiosa ante Felipe II. El resto de sus trabajos vieron la luz pública en Inglaterra: Tableau de L’oeuure de Dieu (1569); Dialogus Theologicus (1574), fruto de sus predicaciones sobre la Epístola de San Pablo a los Romanos; Sapientissimi regis Salomonis (1579), paráfrasis y comentario al Eclesiastés; y The spanish Grammar, with certains rules, teaching both the spanish and french tongues (1590), traducción de sus Reglas Gramaticales (Oxford, 1586). Todos sus libros, menos Tableau, se tradujeron de inmediato al inglés, como la Paraphrasis and Commentary on Eclesiastes (Londres, 1579), que se considera su obra maestra. El pequeño tratado Monas theologica no fue publicado en vida del autor.
Según B. A. Vermaseren, parece verosímil que Corro fuese también el autor o coautor (con Casiodoro de Reina) de la obra Sanctae Inquisitionis Hispanicae artes aliquot detectae (Algunas artes de la Santa Inquisición española), publicado en Heidelberg en 1567, camuflado bajo el seudónimo de Reginaldus Gonsalvius Montanus. 
Las dos obras de Amberes y la "Tabla de la obra de Dios" han sido publicadas en traducción castellana en la serie Obras de los Reformadores españoles del Siglo XVI (Sevilla, 2006). La carta a Felipe II en versión castellana había aparecido previamente en Revista Cristiana (Madrid, 1902).